# Navigatör
En navigatör är en person i ett flygplans besättning som har till huvudsaklig arbetsuppgift att sköta navigeringen.
Navigatörens uppgift är att assistera den flygande besättningen bland annat med att meddela vilken kurs som ska styras, beräknade ankomsttider med mera. I vissa, främst militära, flygplan hade navigatören sin plats i en speciell glasnos där denne hade mycket god uppsikt över färdvägen.
Navigatören var en mycket viktig besättningsmedlem fram till cirka 1960-talet men är senare i de allra flesta fall ersatt av teknisk utrustning som till exempel VOR, NDB, DME, INS och FMS (Flight management system) med integrerad GPS.
En navigatör hade förr till sin hjälp bland annat karta, kompass och sextant samt enkla typer av radiohjälpmedel, som på den tiden var så tidskrävande att använda att det inte var praktiskt möjligt för piloterna att kunna hantera dessa, samtidigt som de flög planet.
Generellt sett har flygplan från öststaterna haft navigatörer i besättningen betydligt senare än flygplan från väst.